# Джузепе Бертини
Джузепе Бертини (на италиански: Giuseppe Bertini; * 11 декември 1825 в Милано; + 24 ноември 1898 в Милано) е италиански художник от Милано.
Той следва в Академията за изящни изкуства „Брера“ в Милано и печели през 1845 г. награда на Рим.  Сред учениците му е Франческо Филипини.
Бертини е първият директор и администратор на музея „Полди Пецоли“ в Милано (1881).
Джузепе Бертини, който замени Франческо Хаез в Академията в Брера, въведе вече известния художник Карло Бацци в изкуството на рисуването на художествено стъкло и заедно с него създаде много произведения, включително стъклописите на фасадата на Миланския катедрален събор и стъклописите на Музео Полди Пецоли. По-късно, Карло Бацци откри ателие за изкуствено стъкло в Милано, където също си сътрудничеше с Джузепе Бертини.